# Willem Helsdingen
Willem Pieter Gerardus Helsdingen (Rotterdam, 29 maart 1850 — 's-Gravenhage, 20 augustus 1921) was een Nederlands politicus van SDAP-huize.
Helsdingen was socialist van het eerste uur en Tweede Kamerlid aan het begin van de twintigste eeuw. Hij kwam uit een proletarisch gezin en moest al op zijn elfde gaan werken als schoenmakersleerling. Hij werd later tapijtwever. Hij sloot zich aan bij de SDB van Domela Nieuwenhuis. In 1894 behoorde Helsdingen tot de oprichters van de SDAP. Zij werden ook wel de twaalf apostelen genoemd.

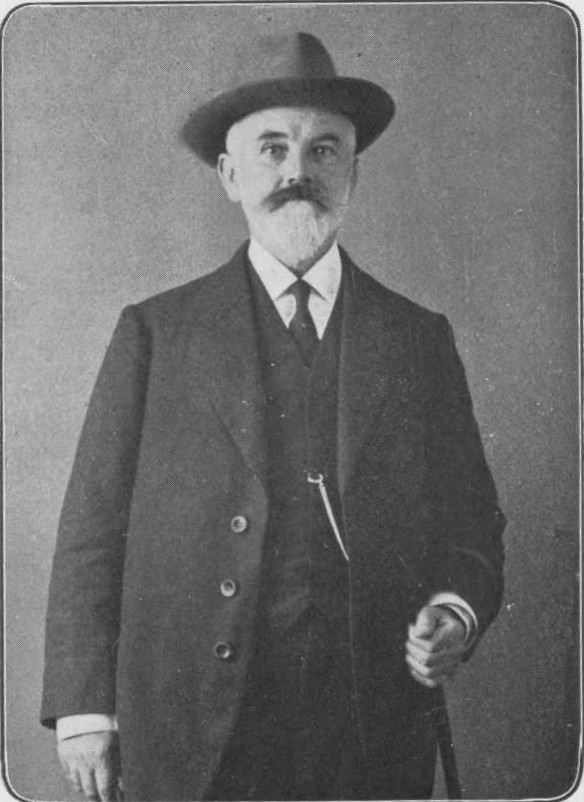
Willem Helsdingen ca. 1913

Na propagandist te zijn geweest, werd hij in 1901 in tot Tweede Kamerlid gekozen. Helsdingen was dat met een kleine onderbreking bijna twintig jaar. Daarnaast was hij raadslid in Arnhem en Den Haag. In de Kamer gold Helsdingen onder meer als een welksprekend justitie-woordvoerder.
Levie Cohen ·
Jan Fortuijn ·
Adriaan Gerhard ·
Frank van der Goes ·
Willem Helsdingen ·
Henri van Kol ·
Henri Polak ·
Jan Schaper ·
Hendrik Spiekman ·
Pieter Jelles Troelstra ·
Helmig Jan van der Vegt ·
Willem Vliegen
- Biografisch Portaal: 32513955
- Parlement.com: vg09ll1l5jzt